# Lamasina
Genre
Lamasina est un genre d'insectes lépidoptères de la famille des Lycaenidae et de la sous-famille des Theclinae présents en Amérique.

## Dénomination
Le genre a été créé par Robert K. Robbins (d) en 2002.

## Liste des espèces
- Lamasina draudti (Lathy, 1926) ; présent au Guatemala et en Colombie.
- Lamasina ganimedes (Cramer, [1775]) ; présent au Surinam, au Guyana et en Guyane.
- Lamasina rhaptissima (Johnson, 1991) ; présent en Équateur.
- Lamasina saphonota (Constantino, Salazar & Johnson, 1993) ; présent en Colombie[1],[2].

## Répartition
Les espèces du genre Lamasina sont présentes en Amérique centrale et Amérique du Sud.